# 에드 월시
에드워드 어거스틴 "에드" 월시(Edward Augustine "Ed" Walsh, 1881년 5월 14일 ~ 1959년 5월 26일)는 1900년대부터 1920년대까지 활동했던 미국의 전 프로 야구 선수이자 감독으로, 14 시즌 동안 메이저 리그 베이스볼의 시카고 화이트삭스와 보스턴 브레이브스에서 뛰었다. 당시 스핏볼을 던지는 투수들 중 한 명이었는데 또다른 스핏볼러인 잭 체스브로(1904년 38선발승)에 이어 역대 아메리칸 리그 최다 선발승 2위(1908년 35선발승) 기록을 가지고 있다. 통산 기록은 430경기에 출전하여 195승 126패, 1736탈삼진, 1.82의 평균자책점이다. 1946년 미국 야구 명예의 전당에 헌액되었다.

## 어린 시절
펜실베이니아주 플레인스타운십에서 마이클과 제인 월시의 아들로 태어났다. 그는 어린 시절에 루전 군의 탄광에서 일하였다. 월시는 1902년 윌키스배어 배런스와 자신의 프로 야구 경력을 시작하였다. 1903년 시즌 후, 시카고 화이트삭스는 7백 5십 달러를 위하여 월시의 계약을 매입하였다.

## 메이저 리그 베이스볼 경력

### 절정의 세월
월시는 시카고 화이트삭스와 함께 1904년 자신의 메이저 리그 데뷔를 하여 1906년 자신의 전임 시즌을 투구하여 1.88의 평균자책점과 171개의 스트라이크아웃과 함께 17 승 13 패로 갔다. 화이트삭스가 6개의 경기들에서 시카고 컵스에 우승한 그해 월드 시리즈의 3번째 경기에서 월시는 당시 월드 시리즈 기록으로 12명의 타자들을 스트라이크아웃 시켰다. 그는 또한 그 경기의 각각 이닝에 최소한 1명의 타자를 스트라이크아웃 시키기도 하였으며 이 업적은 1968년 월드 시리즈의 오픈 경기에서 밥 깁슨에 의하여 단 한번 중복되었다. 1912년을 통하여 이 시즌부터 월시는 24개의 승리와 220개의 스트라이크아웃을 평균하였고 5번이나 2.00 아래 평균자책점을 매겼다. 그는 또한 이 기간에서 5번이나 세이브에서 리그를 이끌기도 하였다. 그의 가장 좋은 개인적 시즌은 그가 269개의 스트라이크아웃, 6개의 세이브와 1.42의 평균자책점과 함께 40 승 15 패로 갈 때 1908년에 왔으며 우승과 스트라이크아웃에서 아메리칸 리그를 이끌었다. 1910년 그는 최소한 20개의 출발 경기들과 잃은 기록과 함께 투수를 위한 1.27의 최저 평균자책점을 매겼다. 월시는 또한 시즌에 464개의 이닝들을 투구하며 아메리칸 리그 기록을 세우기도 하였다. 1911년 8월 27일 월시는 보스턴 레드삭스에 5 대 0으로 무안타를 세웠다.
1910년 화이트삭스는 팀의 소유자 찰스 코미스키의 영예에서 언론에 의하여 곧 코미스키 파크로 별명이 붙은 화이트삭스 파크를 개장하였다. 이름은 1913년 공식적으로 코미스키 파크로 바뀌었다. 외경의 이야기는 건축가 재커리 테일러 데이비스가 파크의 필드 넓이들을 세우는 데 월시를 상담하였다고 한다. 자신과 다른 화이트삭스의 투수들에 호의를 가진 디자인을 선택한 월시는 코미스키 파크를 그 전체의 80년 역사를 위하여 "투수들의 파크"로 만들었다.

### 이후의 경력
월시는 1907년의 6개의 시즌 동안 1912년을 통하여 한해마다 375 이닝의 평균을 투구한 일꾼이었다. 1912년 시즌 후, 월시는 보고적으로 자신의 팔을 위하여 완전한 한해를 쉬는 데 요청하였다. 그럼에 불구하고 그는 이어지는 시즌에 봄 훈련을 위하여 나타났다.
월시의 활약 시간은 1913년 점차 감소하기 시작하였다. 다른 화이트삭스의 투수들보다 더욱 부족한 육체적 형태에서 그가 봄 훈련으로 들어왔다고 보고되었고 그의 긍지는 알맞은 형태로 이루어지기 전에 투구 속도의 임기들에 다른 투수들과 함께 곤란을 무릎쓰고 계속 하는 노력으로 그를 지도하여 그의 투구하는 팔로 손해를 일으켰다. 그는 1913년 시즌 동안과 다음 3년에 빈약한 13개의 경기들에 16개의 경기들만 투구하였다.
1916년으로 봐서 월시의 팔은 마비되었다. 그는 한해를 쉬기를 원하였으나 찰스 코미스키는 그를 내보냈다. 그는 1917년 보스턴 브레이브스와 함께 돌아오는 시도를 하였으나 내보내져 자신의 메이저 리그 경력을 끝냈다. 그는 후에 이스턴 리그에서 어떤 투구를 하였고 그가 몇몇의 시즌들(1923 ~ 24, 1928 ~ 29)을 위하여 화이트삭스를 위한 코치였던 후 심판을 봤다. (1922년 시즌 동안 그는 87개의 아메리칸 리그 경기들을 심판하였다.)
월시는 195 승 126 패와 1736개의 스트라이크아웃과 함께 은퇴하였다. 그의 경력 평균자책점은 여태까지 매겨진 최저 메이저 리그 평균자책점이다. 그는 메이저 리그 베이스볼 역사상 1.00의 2번째로 최저 경력 WHIP을 가졌다.

## 이후의 일생과 영예
월시는 1946년 미국 야구 명예의 전당으로 헌액되었다. 그는 자신의 78세 생일을 맞은지 2주 가까이 1959년 5월 26일에 사망하였다.
1999년 월시는 100명의 위대한 야구 선수들 중의 스포팅 뉴스 명단에 82위에 왔고 메이저 리그 베이스볼 올센추리 팀을 위한 결승전 출장 선수로서 후보였다. 2011년 그는 아일랜드계 미국인 야구 명예의 전당으로 헌액되었다.
월시의 아들 에드 월시 주니어는 1928년부터 1932년까지 화이트삭스를 위하여 활약하였다.